# Geschützter Landschaftsbestandteil Wiegenscheid
Der Geschützte Landschaftsbestandteil Wiegenscheid mit 5,28 Hektar Flächengröße liegt nordöstlich von Arnsberg im Hochsauerlandkreis. Die Fläche wurde 1998 mit dem Landschaftsplan Arnsberg durch den Kreistag des Hochsauerlandkreises als Geschützter Landschaftsbestandteil (LB) mit Namen LB Wiegenscheid-Kuppe mit einer Flächengröße von 4,62 ha ausgewiesen. 2021 wurde der LB bei der Neuaufstellung des Landschaftsplans mit neuem Namen und vergrößert erneut ausgewiesen. Es geht östlich bis zu dem Einschnitt der Bundesautobahn 46.

## Beschreibung
Der Landschaftsplan führte 2021 zum LB aus: „Die strukturreiche Fläche wird von einer verbuschenden Magerbrache sowie von Eichen-Mischwaldbeständen eingenommen. Im Bereich der Festsetzung sind in großem Maße Relikte ehemaliger Bergbautätigkeit wie Halden oder Stolleneingänge zu finden.“
Der Landschaftsplan führte 1998 zum Wert des LB aus: „Lokale Bedeutung für die Belebung und Gliederung des Landschaftsbildes; Erhaltung eines strukturreichen Gebietes mit vielfältiger Nutzungs- und Biotopstruktur. Sie hat lokale Bedeutung vor allem für Insekten und Gebüschbrüter. “

## Schutzgrund, Verbote und Gebote
Der Geschützte Landschaftsbestandteile haben laut Landschaftsplan eine besondere Funktion für die Gliederung und Belebung des Landschaftsbildes bzw. des umgebenden Offenlandes. Es kommt solchen Objekten in der Regel eine erhöhte Bedeutung als Bruthabitat für Hecken- und Gebüschbrüter zu. Laut Landschaftsplan sind Geschützte Landschaftsbestandteile im Plangebiet durch seinen eigenständigen Charakter deutlich von der sie umgebenden „normalen“ Wald- und Feld-Landschaft zu unterscheiden.
Wie bei allen LB ist es verboten diese zu beschädigen, auszureißen, auszugraben oder Teile davon abzutrennen oder auf andere Weise in seinem Wachstum oder Erscheinungsbild zu beeinträchtigen. Unberührt ist jedoch die ordnungsgemäße Pflege eines LB.
Das LB soll laut Landschaftsplan „durch geeignete Pflegemaßnahmen erhalten werden, solange der dafür erforderliche Aufwand in Abwägung mit ihrer jeweiligen Bedeutung für Natur und Landschaft gerechtfertigt ist.“